# يورغ إميريش
يورغ إميريش (بالألمانية: Jörg Emmerich)‏ هو لاعب كرة قدم ألماني، ولد في 9 مارس 1974 في هاله في ألمانيا. لعب مع إرتسغيبيرغه آوه وكيمنتزر.

## وصلات خارجية
- يورغ إميريش على موقع قاعدة بيانات كرة القدم.إي يو (الإنجليزية)
- يورغ إميريش على موقع بيانات كرة القدم. دي إي (الألمانية)
- يورغ إميريش على موقع عالم كرة القدم.نت (الإنجليزية)